# 그제고시 돌니아크

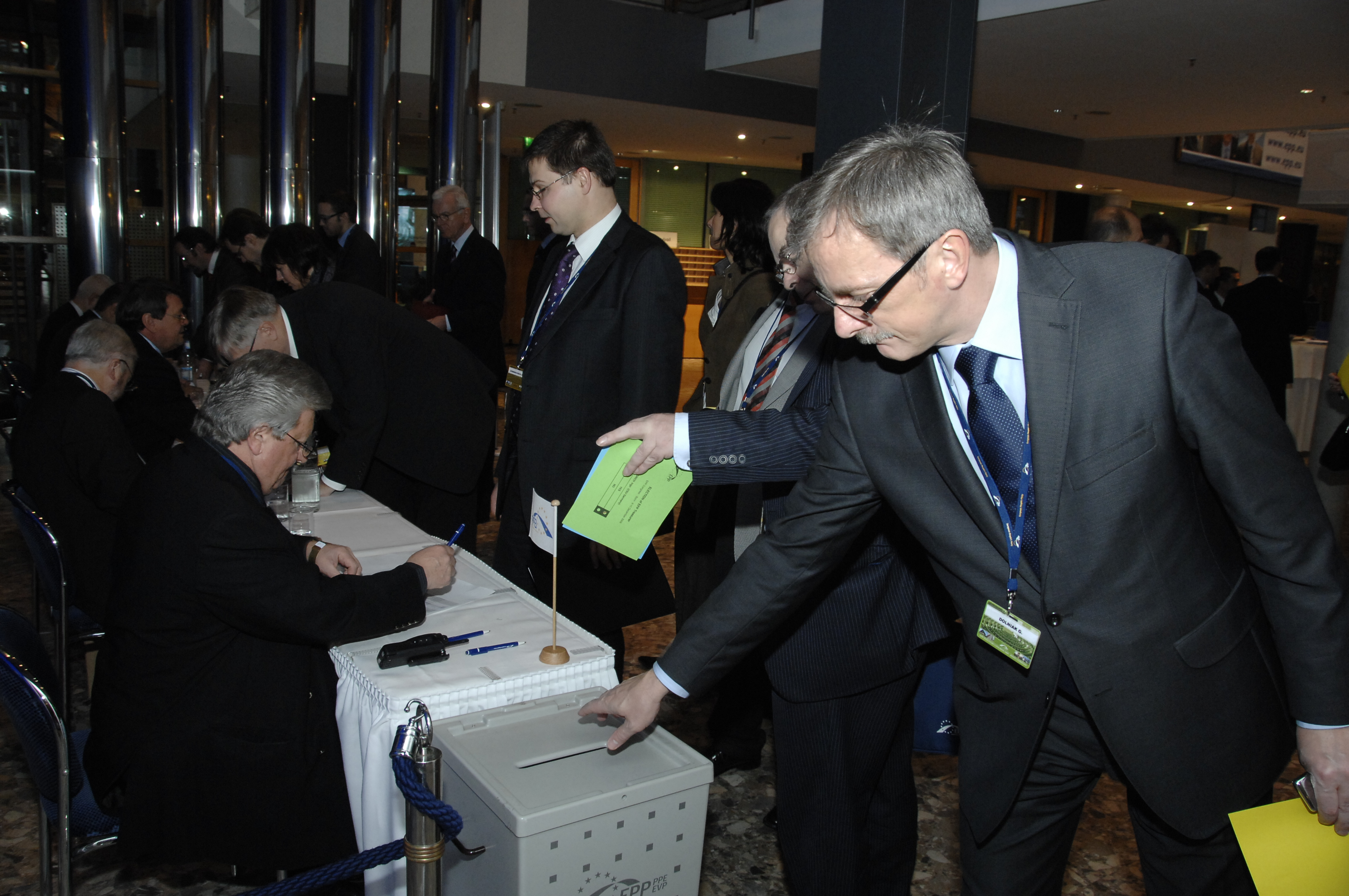
그제고시 돌니아크

그제고시 마치에이 돌니아크(폴란드어: Grzegorz Maciej Dolniak, 1960년 2월 17일 ~ 2010년 4월 10일)는 폴란드의 정치인이다. 2005년 9월 25일 총선에서 시민연단 후보로 소스노비에츠 선거구에 출마해 12,151표를 얻어 32위로 당선되었다. 그는 이전에 2001년부터 2005년까지 이미 국회의원직을 한 번 역임한 바 있다.
2010년 4월 10일 당시 투폴레프 Tu-154의 탑승객이었으며, 이 비행기는 러시아 스몰렌스크 인근에서 추락해 레흐 카친스키 대통령을 포함한 탑승객 전원이 사망하였다. 돌니아크도 그 중 하나였다.
16일 장례식에서 그의 유해는 폴란드 부흥 훈장 사령관 십자에 덮혀졌으며, 22일 유해는 벵진의 삼위일체 교구 묘지에 안장되었다. 미망인 바르바라 돌니아크 또한 정치인이며, 훗날 국회부의장이 되었다.